# 1720年代
1720年代（せんななひゃくにじゅうねんだい）は、西暦（グレゴリオ暦）1720年から1729年までの10年間を指す十年紀。

## できごと

### 1720年
- エドモンド・ハレーがイギリス王立天文台（グリニッジ天文台）長に任命される。
- イングランドで南海泡沫事件がおこる。
- スウェーデンでウルリカ・エレオノーラ女王退位、ヘッセン王朝が始まる（自由の時代）。

### 1721年
- ニスタット条約によって、大北方戦争が終結、スウェーデンがバルト海の覇権を失う。
- 徳川吉宗が目安箱を設置。
- ピョートル1世が正式に皇帝を名のり、国号をロシア帝国とする。
- ロバート・ウォルポールがイギリス首相（第一大蔵卿）に就任する。

### 1722年
- 麻生藩で最初の百姓一揆。
- オーストラリアの東約3千KM、日付変更線の東側にある10数の島からなる小国をオランダ人が発見（後のサモア独立国）。
- 江戸・小石川に養生所を設置。
- シュパイヤーの領主司教によりブルッフザール城が建設される。
- 復活祭（4月5日）の日にイースター島が発見される。

### 1723年
- 清、前年の康熙帝死去に伴い、雍正帝が即位する。

### 1724年
- 大阪にて妙知（智）焼け火災発生。
- ファーレンハイトが温度計の華氏目盛りを提案。
- スペイン王フェリペ5世、ルイス1世に譲位するも再即位。
- 西洋のさまざまな文化を紹介した「和蘭問答」が発刊。

### 1725年
- エカチェリーナ1世、ロシア女帝となる。

### 1726年
- ヘンデル、イギリス臣下となる。
- モンテビデオ市設立。
- ジョナサン・スウィフトの『ガリバー旅行記』が出版される。

### 1727年
- J.S.バッハの『マタイ受難曲』がライプツィヒにて初演。

### 1728年
- デンマーク人のベーリングがベーリング海峡（アラスカとシベリアの間）を発見。
- 中国、ロシア帝国とキャフタ条約を締結。
- 日本にコーヒーが伝来（ジャマイカ総督ニコラス・ローズ卿）。
- 徳川吉宗の要望により、長崎に象が運び込まれる。
- 日本に初めて乳用牛が輸入される。

### 1729年
- イスタンブール、トプカプ宮殿にアフメト3世の泉が作成される。